# (73315) 2002 JP79
(73315) 2002 JP79 – planetoida z pasa głównego asteroid okrążająca Słońce w ciągu 3,6 lat w średniej odległości 2,35 j.a. Odkryta 11 maja 2002 roku.